# Грамон, Аженор де
Герцог Антуан Аженор Альфред де Грамон (Antoine X Alfred Agénor de Gramont, duc de Guiche; 1819—1880) — французский дипломат, с мая по август 1870 г. занимавший пост министра иностранных дел. Именовался герцогом де Гиш, пока не унаследовал в 1855 году титул герцога де Грамона.

## Биография
Глава рода Грамонов, наследственных владельцев княжества Бидаш в Пиренеях, сначала служил в артиллерии, во время второй республики стал дипломатом. В молодости прославился связями со знаменитыми актрисами и куртизанками, среди которых Паива, Рашель и Мари Дюплесси.
В 1857 году был назначен послом в Риме, в 1861 году — в Вене. Ему не удалось ни добиться содействия Австрии по польскому вопросу в 1863 году, ни помешать союзу Австрии с Пруссией по делу о Шлезвиге и Голштинии. Его усилия вовлечь эрцгерцога Максимилиана в Мексиканскую экспедицию увенчались, правда, успехом, но ещё более пошатнули его авторитет в глазах венского двора.
После поражения Австрии в 1866 году Грамон заодно с графом Бейстом трудился над осуществлением союза между Францией, Австрией в Италией, направленного против Пруссии, им, главным образом, было подготовлено свидание Наполеона III и Франца Иосифа в Зальцбурге (1867).
Назначен министром иностранных дел 15 мая 1870 года. Знатность, представительность, светскость и крайняя самоуверенность Грамона снискали ему расположение крайних бонапартистов, стремившихся с императрицей Евгенией во главе к войне с Пруссией. В то время, как военный министр, маршал Лебеф, утверждал, что Франция готова к войне, Грамон сулил после первой же победы союз с Австрией и Италией и поддержку Южной Германии.
Желанным поводом к войне послужила кандидатура принца Леопольда Гогенцоллерна на испанский престол. 6 июля 1870 года герцог отвечал на интерпелляцию представителя либеральной оппозиции Кошери в вызывающем по отношению к Пруссии тоне. Отказ принца Леопольда от предложенной ему кандидатуры должен был, по-видимому, устранить опасность разрыва; но Грамон, увлекаясь воинственным настроением двора, предписал французскому послу при берлинском дворе, Бенедетти, добиться от короля Вильгельма официального заверения, что он никогда не позволит принцу возобновить свою кандидатуру.

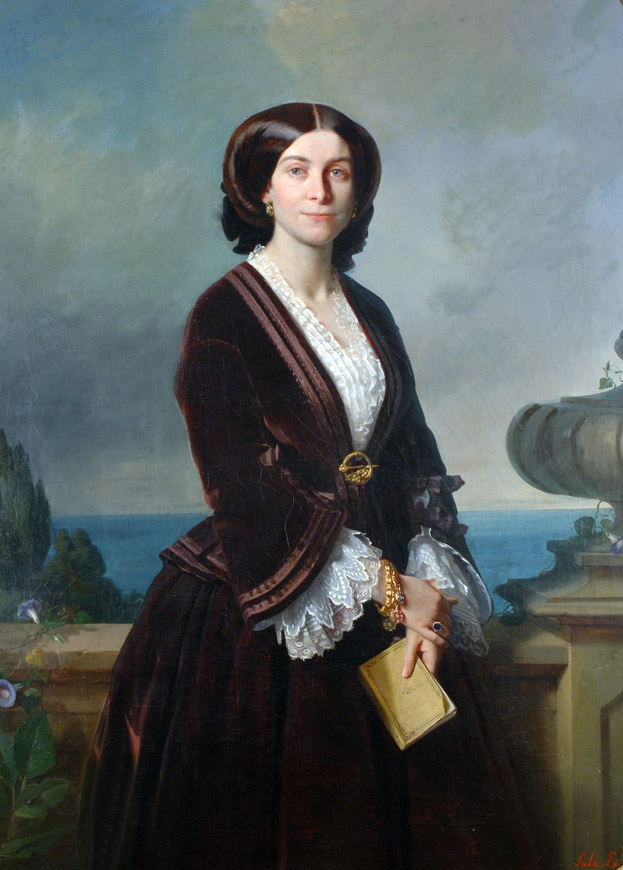
Эмма Мэри Маккиннон

Вильгельм I вежливо отклонил это требование. Бисмарк, более решительный, нежели его государь, послал в берлинские газеты и дипломатическим агентам Северогерманского союза ноту о последних переговорах в Эмсе, с таким смыслом, что король отказался дальше вообще разговаривать с французским послом. Слух об оскорблении, нанесенном французскому послу был подхвачен воинственной партией в Париже.
Хотя Бенедетти, вызванный в Париж и прибывший туда 15 июля утром, мог дать более точные сведения, все-таки Грамон и Оливье внесли в тот же день в сенат и законодательный корпус декларацию о необходимости готовиться к войне, напиравшую на оскорбление посла. Тщетно Тьер взывал к благоразумию: кредит на войну был вотирован, и война Пруссии объявлена. Бейст попытался было вовлечь Австрию и Италию в союз с Францией, но прежде чем Франц-Иосиф и Виктор-Эммануил успели договориться с требовательным Грамоном, французские войска были разбиты при Вёрте и Шпихерене. Эти и другие поражения Франции от пруссаков сделали невозможным заключение союза, так как с терпящей постоянные поражения страной никто уже не хотел заключать союза. Порицание, вотированное законодательным корпусом 9 августа за неудовлетворительность военных приготовлений, принудило министерство Оливье-Грамона выйти в отставку.
Грамон отправился в Англию и обнародовал там в 1872 году книгу «Франция и Пруссия накануне войны», в которой пытался оправдать своё неудачное руководство французской дипломатией. Впоследствии вернулся в Париж, где и умер в 1880 году. Герцогский титул унаследовал один из его сыновей от брака с Эммой Мэри Маккиннон (1811—1891), дочерью главы одноимённого шотландского клана.